# Carl Cox
Carl Cox (* 29. července 1962, Barbados) je DJ hrající house a techno. Pravidelně obsazuje první místa v hodnocení nejlepších DJs světa. Je šéfem agentury Ultimate a labelu Ultimatum Records.

## Hudební kariéra
Na hudební scéně se začal objevovat v 80. letech coby hardcore a acid House DJ. V roce 1986 se přestěhoval do Brightonu, kde hrával po místních klubech. Proslavil se během Summer of Love 1988, kdy jako vůbec první DJ zapojil do setu třetí gramofon. Vysloužil si tak přezdívku „Tří-gramofonový mág" (v originále „Three Deck Wizard"). Svůj první singl s názvem „I Want You (Forever)“ vydal v roce 1991 na labelu Perfecto Records, na svém kontě má i tři studiová alba.
Carl Cox je jedním z nejoblíbenějších DJs na světě. Jeho energie, s níž dokáže roztančit masy lidí po celém světě, se brzy stala pověstnou mezi majiteli klubů a promotéry. Přes náročné cestování po celém světě již více než deset let, si Carl našel čas i na další činnost spojenou s hudbou - založil nezávislý label Intec a spolu s Jimem Mastersem se věnuje společnému labelu Ultimatum Records a noci Ultimatum Base.
Roku 1997 byl vyhlášen vítězem prvního ročníku ankety světový DJ roku časopisu DJ Mag  a od té doby se neustále drží v první desítce či těsně za ní. Získal rovněž roli majitele klubu v legendárním britském filmu o klubové kultuře Human Traffic.
Každotýdenní dvouhodinový rozhlasový pořad Global, který měl přes 16 milionů posluchačů, byl vysílán i v Česku na Dance radiu.

## Diskografie

### Alba
- 1996: At The End Of The Cliche
- 1999: Phuture 2000
- 2005: Second Sign
- 2011: All Roads Lead To The Dancefloor

### Singly
- 1991: I Want You (Forever)
- 1995: Two Paintings And A Drum
- 1996: Sensual Sophis-ti-cat
- 1996: Tribal Jedi
- 1998: Phuture 2000
- 1999: Dr. Funk
- 1999: The Latin Theme
- 2002: Club Traxx Vol.1
- 2003: Club Traxx Vol.2
- 2003: Dirty Bass
- 2003: Space Calling
- 2004: Give Me Your Love
- 2006: That's The Bass
- 2007: Got What You Paid 4! (feat. Saffron)
- 2008: I Want You (Forever) (feat. Yousef), Perfecto Records

### Kompilace
- 1994: Nonstopmix 1994
- 1994: Fantazia III - Made in Heaven Remix
- 1994: Fantazia The DJ Collection Carl Cox
- 1995: F.A.C.T.
- 1997: F.A.C.T. 2
- 1998: DJF 250
- 1998: Non Stop 98/01
- 1998: The Sound Of Ultimate B.A.S.E.
- 1999: Non Stop 2000
- 1999: F.A.C.T. Australia
- 2000: Mixed Live Crobar Nightclub, Chicago
- 2002: Global
- 2002: Mixed Live 2nd Session Area 2, Detroit
- 2003: F.A.C.T. Australia II
- 2003: U60311 Compilation Techno Division Vol. 3
- 2004: Back to Mine
- 2004: Pure Intec
- 2006: Intec 50 EP
- 2007: Global
- 2008: Ultimate Carl Cox, Ministry of Sound Australia

### Remixy
- 1991 Supreme Love Gods - "Cherry White (Carl Cox Remix)", One Little Indian
- 1991 art of Noise - "Shades Of Paranoimia (Carl Cox Remix)", China Records
- 1992 Eternal - "Eternal (Carl Cox Remix)", Underground Level Recordings
- 1992 Robert Owens - "Gotta Work (Carl's Renaissance Remix)", Freetown Inc.
- 1992 Patti Day - "Hot Stuff (Carl Cox Remix)", Starway Records
- 1992 DJ Phantasy - "Jepron (Carl Cox Remix)", Liquid Wax Recordings
- 1992 Sunscreem - "Perfect Motion (Carl Cox's Rhythm's A Drug Remix)", Sony BMG Music Entertainment
- 1993 Visa - "Let Me See Ya Move (Carl Cox's Militant March Remix)", MMR Productions
- 1993 Smooth But Hazzardous - "Made You Dance (Carl Cox Remix)", Sound Entity Records
- 1994 Laurent Garnier - "Astral Dreams (Carl Cox's MMR Remix)", F-Communications
- 1994 Trevor Rockcliffe Presents Glow - "Break The Law (Carl's Reconstructed Remix)", MMR Productions
- 1994 Quench - "Hope (Carl Cox Remix)", Infectious Records
- 1994 FKW - "Jingo (Carl Cox Remix)", PWL
- 1994 O.T.T. - "Raw (Carl Cox Remix)", Industrial Strength Records
- 1994 Aurora Borealis - "Raz (Carl's MMR Remix)", F-Communications
- 1994 English Muffin - "The Blood Of An English Muffin (Carl Cox Remix)", MMR Productions
- 1994 Lunatic Asylum - "The Meltdown (Carl Cox & John Selway's Circular Cycle Remix)", MMR Productions
- 1995 Jam & Spoon - "Angel (Ladadi O-Heyo) (Carl Cox Remix)", Epic Records
- 1995 The Stone Roses - "Begging You (Cox's Ultimatum Remix)", Geffen Records
- 1995 Yello - "L'Hotel (Carl Cox's Hands On Yello Remix)", Urban
- 1995 Dr. Fernando "Stomach Substance (Carl Cox Remix)", MMR Productions
- 1995 Infrequent Oscillation - "Burning Phibes (Carl Cox Remix)", MMR Productions
- 1995 Technohead - "Get Stoned (Carl Cox Remix)", Mokum Records
- 1995 AWeX - "It's Our Future (Carl Cox's Ultimate Remix)", Plastic City UK
- 1995 Slab - "Rampant Prankster (Carl Cox's Jumper Remix)", Hydrogen Dukebox
- 1995 Steve Mason & Tony Crooks - "Shallow Grave (Carl Cox's After Hours Remix)", Rain Forest Records
- 1995 Josh Abrahams - "March Time (Carl Cox Remix)", MMR Productions
- 1996 System 7 - "Hangar 84 (Cox's W.W. Ultimatum Remix)", Butterfly Records
- 1996 Electroliners - "Loose Caboose (Carl Cox Remix)", XL Recordings
- 1996 Barefoot Boys - "Need No Man (Cox's Harder Remix), Stealth Records
- 1996 The Advent - "Mad Dog (Carl Cox Remix)", Internal
- 1996 JX - "There's Nothing I Won't Do (Carl Cox's Full House Remix)", FFRR Records
- 1996 Consolidated - "This Is Fascism (Carl Cox's Burning Gold Remix)", MC Projects
- 1996 Vernon - "Vernon's Wonderland (Carl Cox's Full Remix)", Eye Q
- 1996 Poltergeist - "Vicious Circles (Carl Cox's MMR Remix)", Manifesto
- 1997 DJ SS - "DJs Anthem (Carl Cox Remix)", Formation Records
- 1997 Tenth Chapter - "Prologue (Carl Cox & Paul van Dyk Remix)", Jackpot
- 1999 Needle Damage - "That Zipper Track (Carl Cox Remix)", Worldwide Ultimatum Records
- 1999 Grooverider - "Where's Jack The Ripper (Carl Cox's Techno Radio Edit)", Higher Ground Records
- 2000 Tony Moran Featuring Cindy Mizelle - "Shine On (Carl Cox's Sweat Dub)", Contagious Records
- 2001 Slam - "Positive Education (Carl Cox's Intec Remix)", VC Recordings
- 2001 Trevor Rockcliffe & Blake Baxter - "Visions Of You (Carl Cox Remix)", Intec Records
- 2001 Ramirez - "Volcan De Passion (Carl Cox Remix)", Terapia
- 2002 Cormano - "Mangamana vs. Revenge (Carl Cox's Turntable Remix)" 4 Play Records, Inc.
- 2003 Tomaz vs Filterheadz - "Sunshine (Carl Cox Remix)", Intec Records
- 2003 Bad Cabbage - "You're Rude (Get Fucked) (Carl Cox's Not So Rude Remix)", Mutant Disc
- 2004 Eric Powell - "Don't Deny It (Carl Cox Remix)", 23rd Century Records
- 2004 Johan Cyber - "Natural Funk (Carl Cox Remix)", 23rd Century Records
- 2004 Cohen vs Deluxe - "Just Kick! (Carl Cox Remix)", Intec Records
- 2007 Sander Van Doorn - "Riff (Carl Cox's Global Remix)", Doorn Records